# Felix Hermann
Felix Hermann (* 2. Dezember 1907 in St. Petersburg, Russland; † 26. Juni 1985 in Friesach, Österreich) war Geologe (Fokus Lagerstättenerschließung) und Schriftsteller (Thema Mineralien und deren kulturwissenschaftliche Hintergründe).

## Leben

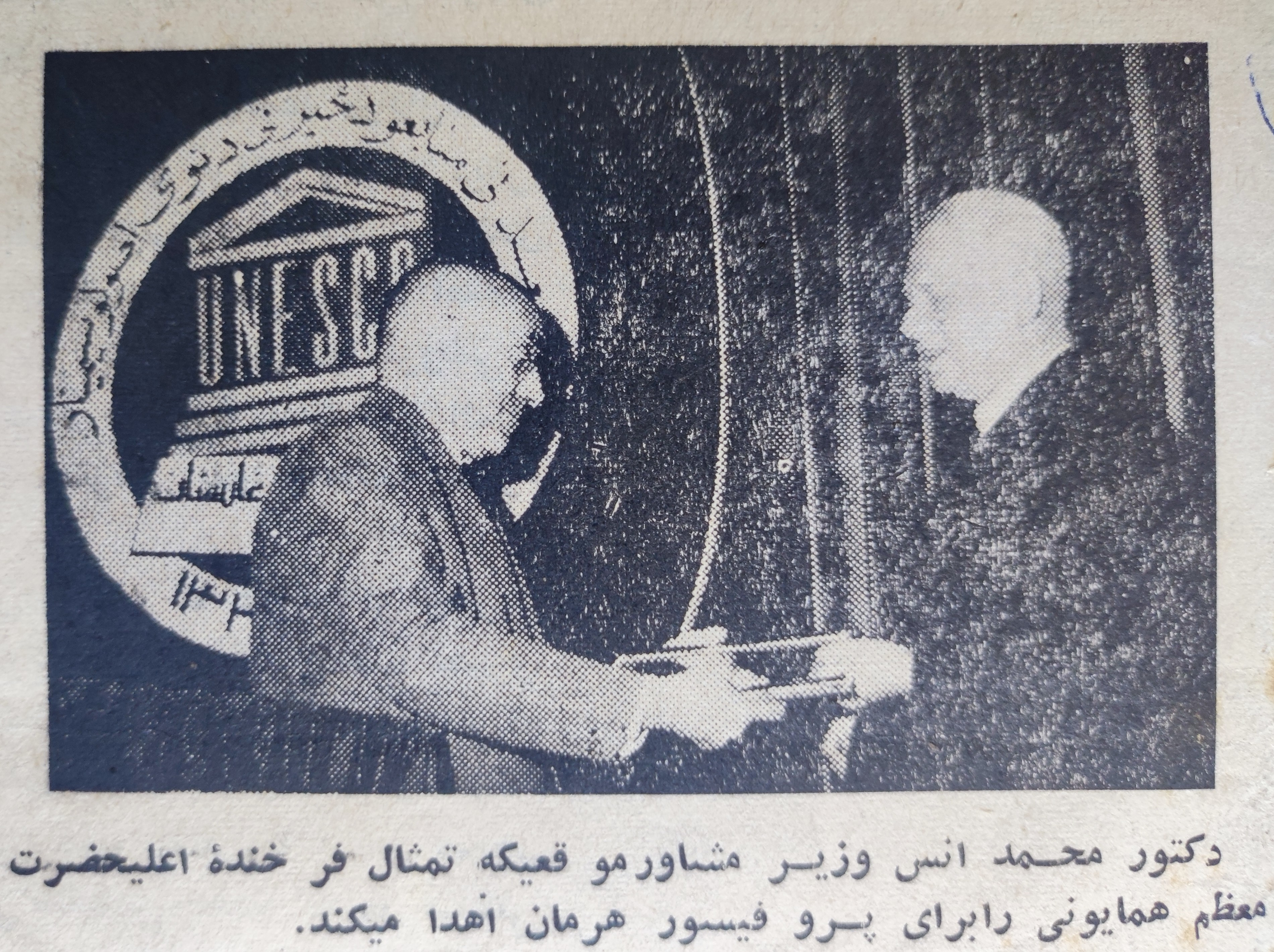
Felix Hermann mit Dr. Mohammad Anas von der UNESCO, Afghanistan, September 1967

Felix Hermann wurde am 2. Dezember 1907 im kaiserlichen Russland geboren, als Sohn eines wolgadeutschen Vaters und einer Russin mit fürstlich-tatarischen Wurzeln (Nazaroff und Kudascheff). Die Schwester seiner Mutter, Maroussja Boborykine, schrieb Drehbücher für Filme in Paris (u. a. „Die Königin von Saba“, „Spartacus“) unter dem französischen Pseudonym Marie Bory und war verheiratet mit dem russischen Opernkomponisten Nikolaj Boborykine („Ines“, „Corrida“). Erst nach der Revolution gelang Felix und seinen Eltern (1925) die Flucht nach Berlin, wo er die deutsche Matura absolvierte und von 1926 bis 1935 an der Technischen Hochschule Berlin-Charlottenburg Bergbau studierte. 1933 Dipl. Ing., wissenschaftliche Tätigkeit im Institut für Lagerstättenforschung, 1935 zum Doktor Ing. promoviert. 1943 heiratete er Liselotte Fänner, Tochter des österreichischen Bildhauers Rudolf Fänner. Zwei Töchter (Elisabeth Newzella, geb. 1951, und Jutta Stipsicz-Ternova, geb. 1954).
In den Jahren 1935–1945 war er Leiter der Bergbauabteilung des Mitteleuropäischen Wirtschaftstags in Berlin. Daneben beratende Tätigkeiten für andere Gesellschaften, z. B. Mansfeld AG Berlin, Antimon Konsortium Berlin, Friedrich Krupp AG Essen. Im Jahr 1947 erhielt er die Österreichische Staatsbürgerschaft.
Es folgte 1949 die Übersiedlung nach Paris, wo er erst als Consultant für bergbauwirtschaftliche Fragen bei Industry Division, Economic Cooperation Administration (ECA, Special Mission to France) arbeitete und später bei der Industrial Resources Division, Mutual Security Agency, Special Representative Europe (später USRO). In dieser Zeit schrieb er Bücher, in denen er sich mit kostbaren Mineralien befasste und auch ihre mythologischen und historischen Aspekte beleuchtete.
1955–1958 war er Leiter der Planungsabteilung und später im Direktorium der Bangka Tin Mines, Insel Bangka, Indonesien. Anschließend weitere drei Jahre bis 1961 beratende Tätigkeit in bergbaulichen Fragen für das Wirtschaftsministerium in Djakarta.
Ab Mitte der 1950er Jahre bis in die späten 1970er Jahre erhielt er außerdem zahlreiche Aufträge für Bergbaumissionen in Entwicklungsländern für die UNESCO und diverse Regierungen, wie zu den Inseln der Molukken, nach Central Malaya, Somalia, Persien, Jordanien, Syrien, Ägypten, Saudi-Arabien, Indien, Afghanistan, Kenia und Nigeria. Mehrmals durchquerte er die Sahara, und in Afghanistan erforschte er für den König Sahir Schah die Rubinvorkommen im Himalaya.
Zurück in Europa war er Geschäftsführer bei der Bergbauplanung GmbH in Essen, Deutschland. 1964 wurde er durch den Bundespräsidenten der Republik Österreich zum o. Professor an der Montanuniversität Leoben und Vorstand des Instituts für Prospektion, Lagerstättenerschließung und Mineralwirtschaft ernannt, wo er auch maßgeblich an der Durchführung eines internationalen Postgraduate Kurses beteiligt war. 1974 und 1976 hatte er Gastaufträge an der Universität Bahia in Salvador, Brasilien. Er emeritierte schließlich 1977.
Seine letzten Lebensjahre verbrachte er in Wien und Guttaring.

## Auszeichnungen
- Österreichisches Ehrenkreuz für Wissenschaft und Kunst (1. Klasse)
- Miller von Hauenfels – Medaille (1977)[6]
- Ernennung zum Korrespondenten der Geologischen Bundesanstalt Wien (1975)

## Veröffentlichungen
Bücher
- Diamanten, Donauverlag, Wien 1948
- Les gemmes et les perles dans le monde, Payot, Paris 1949
- Les richesses minerales du monde, Payot, Paris 1950

Fachartikel (Auswahl)
- "Mangan in Afrika", Metall und Erz, 1935, S. 410
- "Die Bodenschätze des nördlichen Kaukasus", Zeitschriften der Deutschen Geologischen Gesellschaft, 1943, Heft 5/6
- "The Emerald Deposits of the World" (gem. mit Wussow), 1934/35, Mining Magazine
- "Gold in Jugoslawien", Metallwirtschaft, Metallwissenschaft, Metalltechnik, 1939, S. 49
- "Die lagerstättenkundliche Stellung und die wirtschaftliche Bedeutung der Antimonerzvorkommen Mittel- und Südosteuropas", Jahrbuch der Geologischen Bundesanstalt Wien, 1949
- "Das Gold in der Welt von heute". Berg-und Hüttenmännische Monatshefte, Heft 8, 1969
- "Zinnerzvorkommen beiderseits des Südatlantiks", Jahrgang 122, Heft 2a, Berg- und Hüttenmännische Monatshefte, 1977
- "Hochschulkurs für Prospektion und Bergbau in Entwicklungsländern", Bild auf Österreich, Dezember 1966